# Soroako Airport
Soroako Airport är en flygplats i Indonesien.   Den ligger i provinsen Sulawesi Selatan, i den centrala delen av landet, 1 700 km öster om huvudstaden Jakarta. Soroako Airport ligger 421 meter över havet. Den ligger vid sjön Lake Matano.
Terrängen runt Soroako Airport är huvudsakligen kuperad, men österut är den platt.Runt Soroako Airport är det ganska glesbefolkat, med 30 invånare per kvadratkilometer.